# Ла-Вілья-де-Дон-Фадріке
Ла-Вілья-де-Дон-Фадріке (ісп. La Villa de Don Fadrique) — муніципалітет в Іспанії, у складі автономної спільноти Кастилія-Ла-Манча, у провінції Толедо. Населення — 4170 осіб (2010).
Муніципалітет розташований на відстані близько 100 км на південний схід від Мадрида, 75 км на схід від Толедо.

## Демографія
Динаміка населення (INE ):

## Галерея зображень

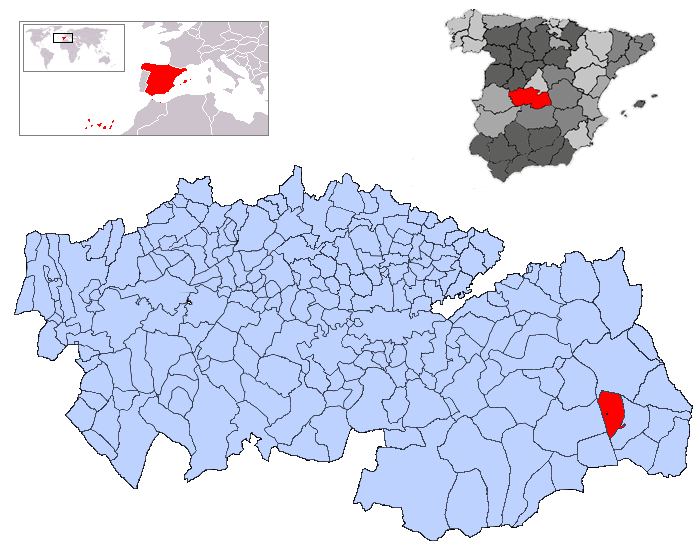
Розташування муніципалітету у провінції Толедо